# (2797) Teucro
(2797) Teucro es un asteroide perteneciente a los asteroides troyanos de Júpiter descubierto por Edward L. G. Bowell desde la Estación Anderson Mesa, en Flagstaff, Estados Unidos, el 4 de junio de 1981.

## Designación y nombre
Teucro se designó inicialmente como 1981 LK.
Más tarde, en 1984, fue nombrado por Teucro, un personaje de la mitología griega.

## Características orbitales
Teucro orbita a una distancia media de 5,101 ua del Sol, pudiendo acercarse hasta 4,649 ua y alejarse hasta 5,552 ua. Tiene una inclinación orbital de 22,4 grados y una excentricidad de 0,08859. Emplea 4208 días en completar una órbita alrededor del Sol.

## Características físicas
La magnitud absoluta de Teucro es 8,8. Tiene un diámetro de 111,1 km y un periodo de rotación de 10,15 horas. Su albedo se estima en 0,0624.